# نیوبیدها
نیوبیدها (انگلیسی: Niobids)، در اسطوره‌شناسی یونانی، «نیوبیدها» فرزندان آمفیون تبای و نیوبه بودند که توسط آپولون و آرتمیس کشته شدند. زیرا نیوبه که از خاندان سلطنتی فریگیه به دنیا آمده بود، تعداد فرزندان خود را با افتخار تعداد بیشتری از فرزندان خود را با فرزندان لتو، مادر آپولو و آرتمیس مقایسه کرده بود: یک نمونه کلاسیک از "تکبر".